# Shahrestān di Khomeynishahr
Lo shahrestān di Khomeynishahr o Khomeyni Shahr (farsi شهرستان خمینی‌شهر) è uno dei 24 shahrestān della provincia di Esfahan, in Iran. Il capoluogo è Khomeyni Shahr. Altre città dello shahrestān sono: Darcheh Piaz, Kushk e Asgharabad.